# 꿈돌이랜드
꿈돌이랜드는 대한민국 대전광역시 유성구 도룡동에 있던 놀이공원이다. 1993년 8월 대전엑스포 때 문을 열었으나 2012년 6월 1일 폐장된 놀이공원이다.

## 시설물

### 놀이기구
- 꿈돌이코스터
- 바이킹
- 범퍼카
- 북극여행
- 블랙홀특급: 꿈돌이랜드의 기함급 롤러코스터. T 익스프레스 개장 전까지 가장 높고 빠른 롤러코스터라는 타이틀을 보유한 롤러코스터이기도 하다.
- 블리자드
- 사랑열차
- 스윙드롭: 길이 40m의 일자 기둥의 양쪽 가장자리에서 고속으로 돌아가며 스릴을 즐길 수 있던 어트랙션. 키 제한이 150cm로 꿈돌이랜드의 어트랙션들 중 가장 엄격했다.
- 스타댄서
- 스페이스 어드벤처: 하얀 돔 내부를 질주하며 우주체험을 간접적으로나마 즐길 수 있던 롤러코스터.
- 아팟치
- 폴라리스타워: 꿈돌이랜드의 랜드마크격이었던 대관람차. 대덕대교와 둔산대교에도 보였을 정도로 규모가 컸다.
- 해피카: 아동용 어트랙션. 차 모양의 승물이 레일을 따라 오르내린다.
- 회전목마
- 후룸라이드

### 기타
- 매점
- 화장실
- 매표소
- 눈썰매장
- 물놀이장